# ساحة الاستقلال
ساحة الاستقلال هي إحدى ساحات مدينة تونس، وتوجد بقلب المدينة العصرية في مدخل شارع الحبيب بورقيبة من جهة شارع فرنسا، ويصب فيها كذلك شارع جمال عبد الناصر من جهة ومن الجهة المقابلة نهج روما. ويتوسط هذه الساحة تمثال العلامة عبد الرحمن بن خلدون، وتحاذيها جنوبا السفارة الفرنسية  التي كانت خلال العهد الاستعماري مقر الإقامة العامة بتونس، كما تفتح عليها من الجهة الشمالية كاتدرائية مدينة تونس ، وكلاهما كانا رمزين للوجود الاستعماري الفرنسي بتونس.

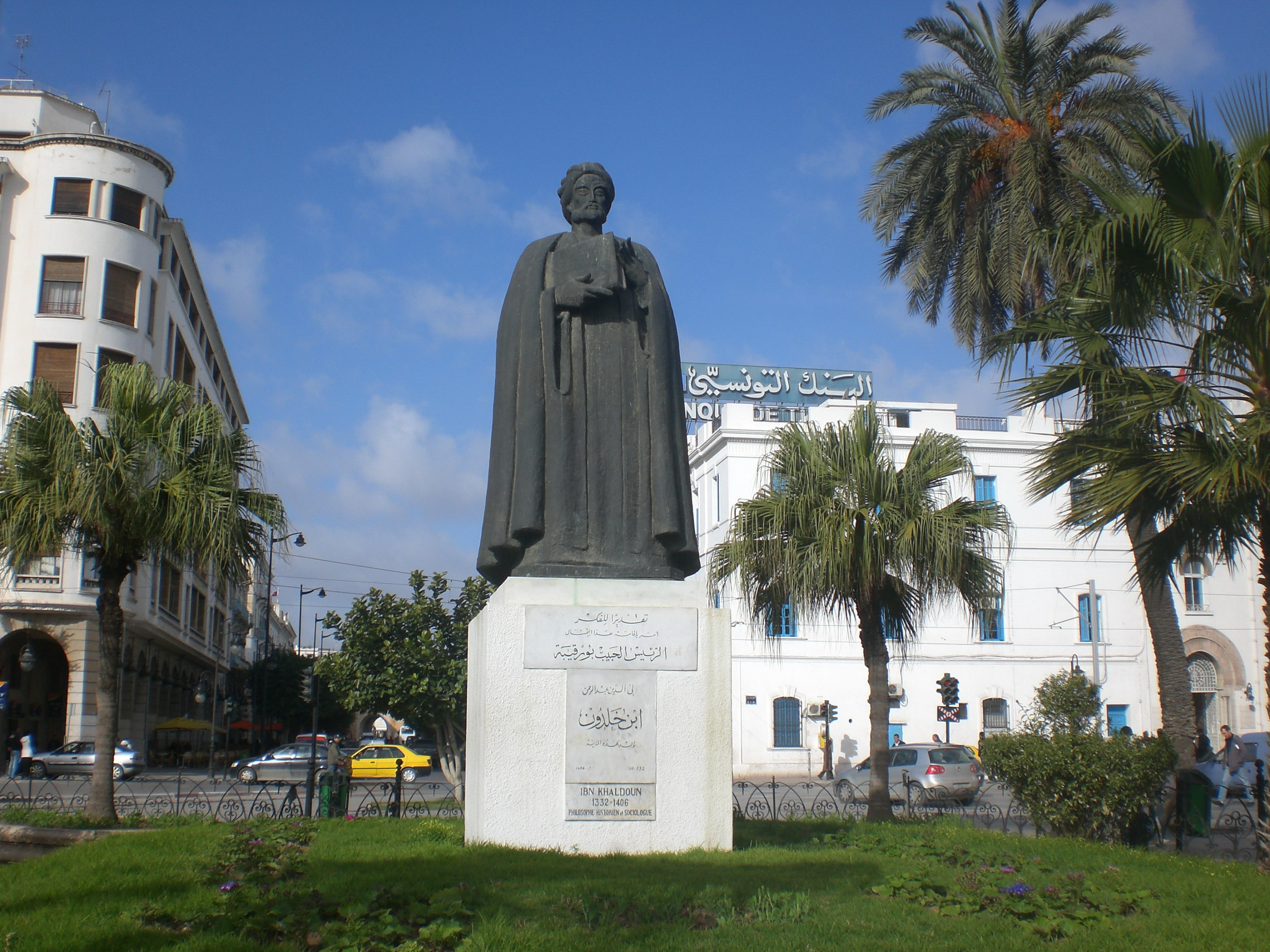
جانب من ساحة الاستقلال ويتوسطه تمثال ابن خلدون

## إشارات مرجعية
1. ↑  عنوان السفارة الفرنسية نسخة محفوظة 22 يناير 2012 على موقع واي باك مشين.
2. ↑  موقع كاتدرائية مدينة تونس نسخة محفوظة 05 مارس 2016 على موقع واي باك مشين.